# Wassili Wassiljewitsch Buturlin
Wassili Wassiljewitsch Buturlin (russisch Василий Васильевич Бутурлин; † 1656 in Kiew) war ein russischer Diplomat, Bojar und Militärführer.
Im Januar 1654 leitete er die Delegation des russischen Moskauer Reichs, die den Vertrag von Perejeslaw mit dem ukrainischen Hetman Bohdan Chmelnyzkyj und den Saparoger Kosaken-Ältesten aushandelte. Während des Russisch-Polnischen Kriegs von 1654–1667 befehligte er 1655 die russischen Truppen, die der ukrainisch-kosakischen Armee halfen, die polnischen Truppen aus dem größten Teil der Ukraine zu vertreiben.